# دينو روسي
دينو روسي (بالإنجليزية: Dino Rossi) هو سياسي أمريكي، ولد في 15 أكتوبر 1959 في سياتل في الولايات المتحدة. حزبياً، نشط في الحزب الجمهوري.